# Saen Saep
Saen Saep är en kanal i som går igenom centrala Bangkok. Kanalen sträcker sig mellan floden Bang Pakong öster om Bangkok till floden Chao Phraya som passerar genom centrala Bangkok. Kanalen passerar viktiga delar av Bangkok så som gamla staden och stadsdelen Pratunam. Eftersom kanalen passerar centrala delar av Bangkok är den en viktig del av stadens kollektivtrafik. Kanaltrafiken är uppdelar i tre olika linjer som alla trafikeras av företaget Family Transport Co.

## Linjer[3]
- Golden Mount-linjen - Går från Panfa Leelard pir till Pratunam pir.
- NIDA-linjen - Går från Pratunam pir till Wat Sriboonreung.
- Elbåtlinjen. Går från Wat Sriboonreung till Khet Minburi. Öppnade 2022[4]